# Torre Beretti e Castellaro
Torre Beretti e Castellaro es una localidad y comune italiana de la provincia de Pavía, región de Lombardía, con 558 habitantes.

## Evolución demográfica
| Gráfica de evolución demográfica de Torre Beretti e Castellaro entre 1861 y 2001 |
|                                                                                  |
| Fuente ISTAT - elaboración gráfica de Wikipedia                                  |